# Halfdan Snialli
Halfdan Snialli var en sagnprins over Skåne, der var far til Ivar Vidfamne ifølge Hervarar saga, Ynglinga saga, Njals saga og Hversu Noregr byggdist. Ifølge Hversu Noregr byggdist var hans far Harald den Gamle (Harald hinn Gamli), hans bedstefar var Valdar og hans oldefar Hróarr (dvs Hroðgar fra Beowulf).